# Yun Yeong-mi
Yun Yeong-mi (윤영미?; Pusan, 28 gennaio 1968) è un'ex cestista sudcoreana.

## Carriera
Con la Corea del Sud ha disputato i Campionati mondiali del 1994.